# Trichopotamon
Trichopotamon is een geslacht van kreeftachtigen uit de klasse van de Malacostraca (hogere kreeftachtigen).

## Soorten
- Trichopotamon daliense Dai & G.-X. Chen, 1985
- Trichopotamon sikkimense (Rathbun, 1905)
- Trichopotamon xiangyunense Naruse, Yeo & X. M. Zhou, 2008